# コリジョン・コース
『コリジョン・コース』（Collision Course）は、ジェイ・Z / リンキン・パークのコラボレーション・アルバム。

## 概要
アメリカ合衆国のラッパー、ジェイ・Zとアメリカ合衆国のロックバンド、リンキンパークによるコラボレーション作である。2004年7月18日にロサンゼルスのロキシー・シアターで行われたMTVの企画「MASH-UPS」においてコラボレーションが実現した。収録されている全ての楽曲がジェイ・Zとリンキン・パークの既存曲のマッシュアップによって制作されたものである。MASH-UPSにおいて4日間行なわれたコラボレーションの模様を収録したDVDとライヴで行なわれた楽曲のスタジオ・ヴァージョンに収めたCDの2枚組となっている。

## 背景
2004年の第46回グラミー賞の受賞スピーチで、リンキン・パークのメンバーであるマイク・シノダが、MTVのMash Upsショーの下でJay-Zとマッシュアップすることを公言した。
マイク・シノダはトラックをミキシングし、いくつかをジェイ・Zに送り、そのまま電子メールで作業を開始した。制作にあたり、MTVのライブパフォーマンス用に既存のトラックを結合するのではなく、曲の一部を再加工して再録音して、よりよくフィットさせることにしたという。マイク・シノダは、「ジェイと私は、ビートが変わりジェイの詩を少し違った形で伝えなければならないので、ビートを新しいビートにしようとするならラップ・ボーカルを再演する方が良いことに気づいた」と説明している。
本作で共演後、マイク・シノダを中心としたヒップホッププロジェクト・フォート・マイナーにジェイ・Zがエグゼクティブ・プロデューサーとして参加した。

## 記録
ビルボードのアルバムチャートではミニ・アルバムとしては、アリス・イン・チェインズの「Jar of Flies」以来となる2作目の1位を獲得。第48回グラミー賞では「最優秀ラップコラボレーション賞」を受賞した。日本のオリコンチャートでは2015年1月3日付のアルバム総合チャートで9位、1月17日付でも10位にランクインし、2週連続でトップ10入りを果たした。

## 収録曲

### CD
1. ダート・オフ・ユア・ショルダー／ライング・フロム・ユー / Dirt Off Your Shoulder/Lying from You
2. ビッグ・ピンピン／ペイパーカット / Big Pimpin'/Papercut
3. ジッガ・ワット／フェイント / Jigga What/Faint
4. ナム／アンコール / Numb/Encore
アメリカ合衆国ではシングルとして先行発売された。
5. IZZO／イン・ジ・エンド / Izzo/In the End
6. ポインツ・オブ・オーソリティ/99 プロブレムス/ワン・ステップ・クローサー / Points of Authority/99 Problems/One Step Closer

### DVD
1. LIVE PERFORMANCES:ダート・オフ・ユア・ショルダー|ライング・フロム・ユー
2. LIVE PERFORMANCES:ビッグ・ピンピン|ペイパーカット
3. LIVE PERFORMANCES:ジガ・ワット|フェイント
4. LIVE PERFORMANCES:ナム|アンコール
5. LIVE PERFORMANCES:IZZO|イン・ジ・エンド
6. LIVE PERFORMANCES:ポインツ・オブ・オーソリティ|99 プロブレムス|ワン・ステップ・クローサー
7. SPECIAL FEATURES:MTVアルティメイト・マッシュ・アップス
8. SPECIAL FEATURES:フォト・ギャラリー